# HMS Electra (H27)
Pour les autres navires du même nom, voir HMS Electra.
Pour les articles homonymes, voir H27.
Le HMS Electra (pennant number H27) est un destroyer de classe E lancé pour la Royal Navy en 1934.
Il participe à de nombreuses batailles de la Seconde Guerre mondiale, parmi lesquelles la bataille du détroit du Danemark, l'attaque du Prince of Wales et du Repulse et la bataille de la mer de Java ; il est coulé durant cette dernière, le 27 février 1942.

## Construction

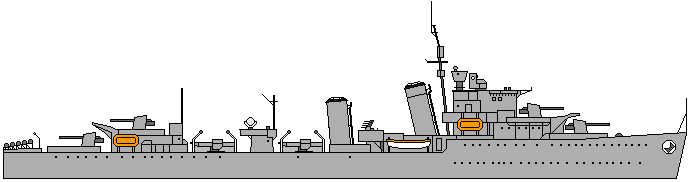
Profil d'un destroyer de la classe E.

Le Electra est commandé, dans le cadre du programme naval de 1931, le 1er novembre 1932 pour le chantier naval de Hawthorn Leslie and Company de Hebburn-on-Tyne en Angleterre. La pose de la quille est effectuée le 15 mars 1933, le Electra est lancé le 15 février 1934 et mis en service le 15 septembre 1934.
Le Electra est un des 9 navires de la classe E, version allongée de la classe A de 1927 et sur la classe D précédente, permettant d'améliorer leur endurance. Ses quatre canons, en affût simple, sont de 120 mm (4,7 pouces). Ils sont superposés deux à la proue et les deux autres à la poupe. Deux plateformes de tubes lance-torpilles quadruples de 533 mm sont présentes dans l'axe du navire, installées après les deux cheminées et séparées par une plateforme projecteur. Il n'est pas équipé à l'origine comme dragueur de mines.
Les destroyers des classes E et F déplacent 1 405 Long tons (1 428 t) en charge normale et 1 940 Long tons (1 970 t) en pleine charge. Ils ont une longueur totale de 100,3 mètres, une largeur de 10,1 mètres et un tirant d'eau de 3,8 mètres. Ils sont propulsés par deux turbines à vapeur à engrenages Parsons, chacune entraînant un arbre d'hélice, utilisant la vapeur fournie par trois chaudières à trois tambours Almirauty qui fonctionnent à une pression de 20,7 bar (300 psi) et à une température de 327 °C. Les turbines développent une puissance totale de 36 000 chevaux-vapeur (27 000 kW) et atteignent une vitesse maximale de 35,5 nœuds (65,7 km/h). Les destroyers transportent un maximum de 470-480 tonnes de mazout, ce qui leur donne une autonomie de 6 350 milles marins (11 760 km) à 15 noeuds (28 km/h).L'effectif du navire est de 145 officiers et matelots.
Une modernisation de temps de guerre est opérée dès 1940. À partir de mai 1940, le banc arrière des tubes de torpilles est retiré et remplacé par un canon antiaérien QF de 12 livres 20-cwt, le mât arrière et la cheminée étant coupés pour améliorer le champ de tir du canon. Quatre à huit canons Oerlikon QF de 20 mm sont ajoutés aux navires survivants, remplaçant généralement les supports de mitrailleuse de calibre .50 entre les cheminées. Au début de la guerre, le stockage des grenades sous-marines est passé à 38. En 1943, on lui enlève son canon "Y" sur le pont arrière pour permettre un stockage supplémentaire de grenades sous-marines et l'installation de deux lanceurs de grenades sous-marines supplémentaires. Le canon de 12 livres est retiré pour permettre l'installation d'un radiogoniomètre Huff-Duff sur un mât principal court et pour permettre le stockage de charges sous-marines supplémentaires. On remplace son canon "A" ou "B" par un mortier Hedgehog anti-sous-marin, et sa tour de contrôle et son télémètre au-dessus du pont sont retirés en échange d'un radar de repérage de cible Type 271. Un radar de recherche de surface à courte portée de type 286, adapté du radar ASV de la Royal Air Force, est également ajouté.

## Histoire
Lors de sa mise en service en 1934, l'Electra est rattaché à la 5e flottille de destroyers de la Home Fleet (flotte nationale), avec le reste de ses navires-jumeaux (sister ship). En septembre 1935, la 5e flottille est transférée à la Mediterranean Fleet (flotte méditerranéenne) pour la durée de la crise d'Abyssinie avant de revenir à la Home Fleet en mars suivant.
L'Electra est affectée à des patrouilles dans les eaux espagnoles de la Méditerranée en janvier-mars 1937, en application des décrets du Comité international pour la non-intervention pendant la guerre civile espagnole.
En 1938, il est remis en état à Sheerness, puis est placé "en réserve".
Le 2 août 1939, il est "avancé" (sorti de la réserve) avec l'équipage du navire de réserve, et le 26 août 1939, il assiste à une revue du roi George VI.

### Seconde Guerre Mondiale
Au début de la Seconde Guerre mondiale, l'Electra est attaché à la 12e flottille de destroyers. Le 3 septembre 1939, l'Electra participe au sauvetage des survivants du paquebot SS Athenia, torpillé par le sous-marin allemand (U-Boot) U-30. Le capitaine de l'Electra, le Lieutenant-Commander (capitaine de corvette) Stuart Austen "Sammy" Buss, est l'officier supérieur présent sur les lieux, il a donc pris les commandes. Il envoie le destroyer Fame sur un ratissage anti-sous-marin de la zone, tandis que l'Electra, son navire-jumeau Escort, le yacht suédois Southern Cross, le cargo norvégien Knut Nelson et le pétrolier américain City of Flint sauvent les survivants. Une partie de l'effort de sauvetage consiste à envoyer un baleinier pour secourir une femme encore dans une couchette dans l'infirmerie du'Athenia. Entre les deux navires, environ 980 passagers et membres d'équipage sont sauvés ; seules 112 personnes sont perdues, et l'Athenia coule le lendemain matin à la position géographique de 56° 44′ N, 14° 05′ O.
Sa mission suivante consiste à escorter un convoi hors du Pentland Firth, en compagnie des HMS Exmouth et Inglefield. Au cours d'une violente tempête qui dure plus de deux jours, un casier à munitions sur le gaillard avant se détache et glisse sur le pont. Le casier est rempli d'obus et doit être sécurisé. Peu de temps après, plusieurs volontaires réussissent à enfermer l'objet détaché. Après un nettoyage de chaudière à Rosyth en décembre 1939, l'Electra continue à escorter des convois et à chasser les U-Boote dans la zone des approches occidentales jusqu'en avril 1940. Parmi les convois qu'il escorte, on peut citer les convois ON 14, HN 14, ON 16, HN 16, ON 18, HN 18, ON 20 et HN 20

#### La bataille du détroit de Danemark
Début mai, l'Amirauté britannique est en alerte, car le cuirassé Bismarck et le croiseur Prinz Eugen pourraient tenter de s'introduire dans l'Atlantique Nord. En conséquence, l'Electra reçoit l'ordre de Scapa Flow pour un éventuel déploiement contre les Allemands. Juste après minuit du 21 au 22 mai 1941, l'Electra appareille avec les destroyers Achates, Antelope, Anthony, Echo, et Icarus, escortant les croiseurs de bataille Hood et Prince of Wales pour couvrir les approches nord. L'intention était que la force se ravitaille en carburant dans le Hvalfjörður, en Islande, puis navigue à nouveau pour surveiller le détroit du Danemark. Dans la soirée du 23 mai, le temps se détériore. À 20 h 55, l'amiral Lancelot Holland à bord du Hood signale aux destroyers: "Si vous ne pouvez pas maintenir cette vitesse, je devrai continuer sans vous. Vous devez suivre à votre meilleure vitesse." À 2h15 le matin du 24 mai, les destroyers ont reçu l'ordre de se déployer à intervalles de 15 milles nautiques (28 kilomètres) pour chercher au Nord.
Vers 5 h 35, les forces allemandes sont repérées par le Hood et, peu après, les Allemands repèrent les navires britanniques. Les tirs commencent à 5h52. À 6h01, le Hood prend un obus de 38 cm (15 pouces) du Bismarck dans le magasin arrière, ce qui provoque une explosion massive, faisant couler le navire en deux minutes. L'Electra et d'autres destroyers se trouvent alors à environ 60 milles nautiques (111 kilomètres). Ayant appris que le Hood avait coulé, l'Electra se précipite dans la zone, arrivant environ deux heures après le naufrage du Hood. Ils s'attendaient à trouver de nombreux survivants, ont préparé du café et du rhum chauds, ont mis en place les installations médicales pour les victimes, ont installé des filets de brouillage et des lignes d'attrape, et ont placé des ceintures de sauvetage sur le pont où elles pouvaient être rapidement lancées. Sur les 94 officiers et 1 321 hommes enrôlés qui se trouvaient à bord du Hood, seuls 3 survivants ont été retrouvés. L'Electra a sauvé ces trois personnes et a continué les recherches. Peu après, le Icarus et le Anthony se sont joints aux recherches et les trois navires ont fouillé la zone à la recherche d'autres survivants. Aucun autre survivant ne fut trouvé, seulement du bois flotté, des débris, des vêtements, des effets personnels, des radeaux cassés et un tiroir de bureau rempli de documents. Après plusieurs heures de recherche, ils ont quitté la zone. La mer étant aussi froide qu'elle l'était, la survie dans l'eau se mesurait en minutes. Il était peu probable que quelqu'un soit resté vivant dans l'eau.
Après avoir déposé les survivants en Islande, l'Electra fait le plein de carburant puis a immédiatement pris la mer pour escorter le Prince of Walesendommagé jusqu'à Rosyth. Après leur arrivée, les hommes prennent une rapide permission à terre, la première depuis de nombreux mois. Puis, en deux semaines, il se rend à Scapa Flow, puis descend la côte Ouest de l'Angleterre, puis se rend en Irlande, se ravitaille en carburant à Derry et escorte ensuite un convoi de troupes dans l'Atlantique.
Ensuite, l'Electra est mis en carénage à Green & Silley Weir dans les Royal Docks de Londres pendant six semaines, escortant un convoi vers Sheerness en cours de route. À sa sortie du chantier, il arbore une nouvelle peinture de camouflage perturbatrice, composée de bleus, de verts et de gris. A peine deux jours après sa sortie du chantier, il est de nouveau en service, escortant un convoi dans ce qu'on appelait "l'allée des bombes". Le convoi subit une forte attaque de l'aviation allemande, mais n'a pas subi de pertes. Il est ensuite affecté à Scapa Flow en Écosse.

#### Convois russes
Peu après son arrivée à Scapa Flow, en août 1941, il est détaché pour servir d'escorte principale au premier des convois arctiques vers l'Union soviétique, appelé Opération Dervish, qui se compose de six navires marchands, escortés par des destroyers Electra, Active et Impulsive, trois dragueurs de mines de classe Alger et trois chalutiers armés. Le convoi se maintint bien à l'ouest de la Norvège, et fait un large balayage pour éviter les bases allemandes du nord de la Norvège, avant de tourner au sud vers Archangelsk. Le voyage vers la Russie et le voyage de retour (convoi russe QP 1) avec le destroyer Active, les croiseurs HMS London et HMS Shropshire, et 11 navires marchands, commençant le 26 septembre et arrivant en Angleterre le 10 octobre, n'ont causé aucune perte. (Voir Convoi Dervish).

#### L'attaque duPrince of Waleset duRepulse

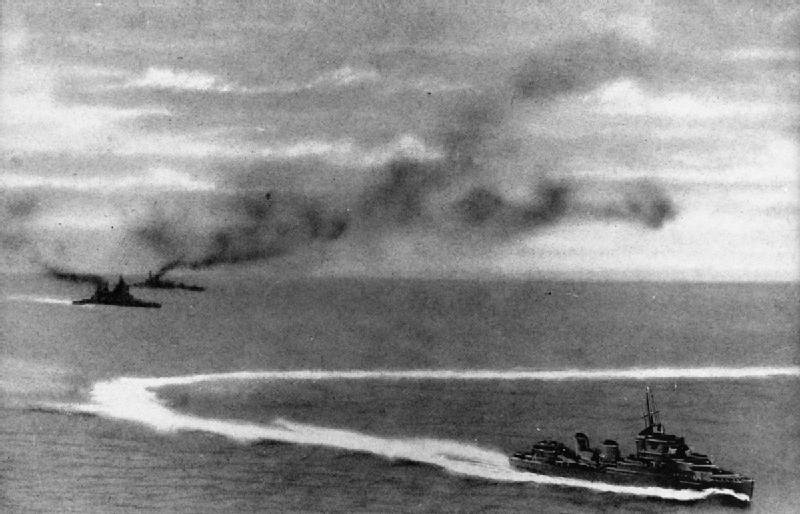
Un destroyer de la classe E, peut être l' Electra (ou l' Express) devant les silhouettes du croiseur de bataille Repulse et du cuirassé Prince of Wales, le 10 décembre 1941 (photo japonaise retouchée).

L'Electra fait partie de la Force Z, avec les destroyers Express, Tenedos et Vampire, de l'escorte du cuirassé HMS Prince of Wales et du croiseur de bataille HMS Repulse, envoyé depuis Singapour afin d'intercepter la flotte d'invasion japonaise au nord de la Malaisie. Apres le naufrage des deux grandes unités, l'Electra avec le Vampire firent mouvement pour sauver les survivants du Repulse, tandis que l’Express sauvait ceux du Prince of Wales. 840 marins au total furent perdus. Après avoir été sauvés, quelques survivants du Repulse prirent les postes de combat pour libérer les marins de l’Electra afin qu’ils puissent sauver d'autres naufragés. En particulier, les artilleurs du Repulse prirent les postes des affuts X et Y de 120 mm (4,7 pouces), et le dentiste du Repulse aida les équipes médicales de l’Electra à soigner les blessés. Au total, près de 1 000 survivants du Repulse furent secourus, dont 571 par l’Electra. Le Vampire lui récupéra neuf officiers, 213 matelots, et un correspondant de guerre civil du Repulse, plus deux marins du Prince of Wales.

#### La bataille de la mer de Java
Lors de la bataille de la mer de Java le 27 février 1942, la flotte alliée (force ABDA) commandée par l'amiral hollandais Doorman, patrouillait au nord de Surabaya pour intercepter un convoi japonais qui s'approchait du détroit de Makassar. La force ABDA se composait de deux croiseurs lourds (le HMS Exeter et l'USS Houston), de trois croiseurs légers (le HNLMS De Ruyter (navire amiral), le HNLMS Java et le HMAS Perth) et de neuf destroyers, les HMS Electra, HMS Encounter, HMS Jupiter, HNLMS Kortenaer, HNLMS Witte de With, USS Alden, USS John D. Edwards, USS John D. Ford et USS Paul Jones.
Le convoi japonais était escorté par les deux croiseurs lourds (Nachi et Haguro), les deux croiseurs légers (Naka et Jintsu) et quatorze destroyers (Yudachi, Samidare, Murasame, Harusame, Minegumo, Asagumo, Yukikaze, Tokitsukaze, Amatsukaze, Hatsukaze, Yamakaze, Kawakaze, Sazanami et Ushio).
A 17 h 15, Le croiseur lourd HMS Exeter est touché dans sa salle des machines par un obus de 203 mm tiré par le croiseur lourd Haguro. Il perdit alors sa vitesse. À 17 h 25, voyant l'Exeter en difficulté, l'Electra s'est dirigé vers les bateaux ennemis, suivi en cela par les deux autres destroyers anglais. Voulant couvrir la fuite du HMS Exeter endommagé, il engagea le combat contre le croiseur Jintsu et le destroyer Asagumo. Réussissant plusieurs coups au but sur les navires ennemis, il subit lui-même de graves dommages dans sa superstructure, détruisant ses affuts A et X, mettant hors service l'alimentation électrique à l'avant, coupant toutes ses communications, détruisant une plate-forme de projecteur, endommageant la chaufferie arrière et rompant la conduite de vapeur principale. L' Electra stoppa, se débarrassa de ses torpilles, et commença à prendre de la gite sur bâbord. Après un important début d'incendie et à court de munitions, l'équipage reçut l'ordre d'abandonner le navire. Une baleinière fut chargée avec des blessés, mais elle fut détruite par un tir peu de temps après. L' Electra coula par l'avant à la fin de l’après-midi du 27 février 1942, pavillon haut à la position approximative de 5° 00′ S, 111° 00′ E.

##### Épilogue
La même nuit, vers 2 h 35, le matin de 28 février, 54 survivants des 173 hommes d'équipage sont sauvés par le submersible américain S-38 (en), et transportés à Surabaya. L'un d'eux décéda pendant le trajet. Après des soins dans un hôpital hollandais, 42 marins furent conduits en Australie par le steamer Verspeck, qui y arriva le 10 mars. Un décéda de nouveau à l'hôpital, et 10 autres y sont laissés car dans un état critique.
Après y avoir passé quelque temps à récupérer, nombre des survivants furent embarqués sur le paquebot Nankin, à destination de Ceylan, et, finalement, de la Grande-Bretagne. Malheureusement en chemin, le Nankin fut intercepté et coulé par le corsaire allemand Thor. Les rescapés, après sept semaines d'attente sur le Regensburg, navire ravitailleur du corsaire, furent remis aux Japonais et passèrent le reste du conflit dans un camp de prisonniers.
Le 19 août 2003, l'épave de l'Electra a été retrouvée. Elle gît sur son côté bâbord dans environ 49 mètres d'eau, presque entièrement recouverte de filets de pêche. L'épave a été gravement endommagée par des sauveteurs illégaux lorsqu'une expédition a inspecté le site en 2016,,.

### Honneurs de bataille
- ATLANTIC 1939-40
- NORWAY 1940
- BISMARCK Action 1941
- ARCTIC 1941

### Participation auxconvois
Le Electra a navigué avec les convois suivants au cours de sa carrière:
1. Convoi Dervish
2. Convoi BC 1FR
3. Convoi BC 1S
4. Convoi BC 3FR
5. Convoi BC 4/1
6. Convoi BC 4F
7. Convoi BC 4R
8. Convoi BC 6R
9. Convoi BC 7/1
10. Convoi BM 9B
11. Convoi BM 10
12. Convoi WS 11
13. Convoi HG 3
14. Convoi HN 4
15. Convoi HN 14
16. Convoi HN 16
17. Convoi HN 18
18. Convoi HN 20
19. Convoi HX 122
20. Convoi OA 19
21. Convoi OA 24G
22. Convoi OA 34
23. Convoi OA 43
24. Convoi OB 295
25. Convoi ON 14(Nor)1
26. Convoi ON 16(Nor)1
27. Convoi ON 18(Nor)1
28. Convoi ON 20(Nor)1
29. Convoi QP 1
30. Convoi SL/MKS 6
31. Convoi UGF 1
32. Convoi WS 6A

### Commandement
- Lieutenant Commander (Lt.Cdr.) Stuart Austen Buss (RN) du 31 juillet 1939 au 28 janvier 1941
- Commander (Cdr.) Cecil Wakeford May (RN) du 28 janvier 1941 au 27 février 1942